# 모술 전투 (2016년~2017년)
모술 전투(معركة الموصل; شەڕی مووسڵ)는 이라크 정부, 쿠르드 자치구, CJTF-OIR이 ISIL로부터 모술을 탈환한 전투이다. "우리가 간다, 니네베여" (قادمون يا نينوى; Qadimun Ya Naynawa)라고 이름 붙여진 이 공세는, 2016년 10월 16일부터 모술 주변의 니나와주를 통치하는 이슬람 국가의 지역을 포위하면서 시작되었다. 대 IS 군사 개입에서도 모술 전투는 중요한 전투로 인식되는데, 그 이유는 2014년 6월 모술이 함락되었기 때문이다. 2003년 이라크 침공 이후 이라크 군은 최대 병력을 파견하였다.
이 작전은 쿠르드 자치구 주도의 2015년 공세와 이라크 정부군 주도의 2016년 공세 이후 연이어 벌이는 것이다. 150만 명의 민간인이 여전히 모술에서 살고 있으며, 이들은 인도주의적 범죄와 IS의 인간 방패 작전을 두려워하고 있다. 공세는 이라크 정부군과 쿠르드 자치구의 페슈메르가가 모술 외곽의 3개 전선에서 교전을 벌이면서 시작되었고 시가전으로 마을을 하나씩 정리하며 전투는 치열해졌다. 20개 이상의 마을이 이슬람 국가와의 첫 전투에서 탈환되었다. 이라크 군 관계자는 2주 내에 모술로 연합군이 진입할 것이며 2달 이내에 모술이 탈환될 것이라고 보았다.
이 전투는 현재 시리아 민주군이 펼치는 라카 전투와 동시에 진행되고 있다. 2017년 7월 9일, 이라크 정부군은 모술 해방을 선언했지만, 10일에 완전히 탈환되었다.

## 배경

2016년 8월 쿠르드 자치구가 전개한 모술 공세

### 일반적 배경
모술은 이라크에서 두번째로 인구가 많은 도시로 수니파 인구가 많은 모술 주민들이 시아파인 이라크 정부와 그 군대에 불신을 가지고 있었기 때문에 2014년 6월 ISIL에게 함락되었다. 이후 IS의 지도자 아부 바크르 알바그다디는 모술의 알누리 모스크에서 이라크와 시리아의 영토를 다스리는 칼리프 국가를 선포했다. 원래 250만이던 모술의 인구는 IS의 통치 이후 150만 정도로 감소했다. 아르메니아인, 야지드인, 아시리아인, 이라크 투르크멘, 샤바크족 등의 거주로 모술 지역은 인구가 다양했지만 수니파 IS의 집권 이후 이들은 모두 죽거나 쫓겨났다. 모술은 이라크 내의 주요 거점으로 자리잡았고 예상되는 전쟁은 "모든 전투의 어머니"라고 불릴 정도였다.

### 전투 준비
육상 공세 이전에, 미국 주도의 CJTF-OIR 연합군은 ISIL의 목표물에 공습을 가했고, 이라크 육군은 도시를 향해 진격을 감행했다 영국 공군은 리퍼 드론과 유로파이터 타이푼, 그리고 파나비어 토네이도가 로켓 발사기와 무기창고, 포대 및 박격포를 72시간 동안 공습했다. 이라크군은 전투가 시작되면 ISIL에 맞서 봉기할 것을 주장하며 모술의 남성 거주자들에게 공중에서 전단지를 뿌렸다. 공격에 맞서 방어하기 위해 ISIL의 참모진들은 4m짜리 참호를 팠고 이는 시야 확보의 어려움, 그리고 진격의 완화가 목적이었다. 그들은 부비트랩과 지뢰가 깔린 수백개의 터널을 지었고, 도로를 따라 지뢰를 매설했다. 민간인과 군인을 향해 IS가 화학무기를 사용할 지도 모른다는 우려도 나왔다. 이라크의 자료에 따르면 모술을 향한 공세는 4개의 축에서 시작되었는데 모술 동쪽의 알카제르 축과 모술 댐 축, 바시카 축, 알카야라 축, 그리고 탈룰엘바이-알카드르 축이 그것이었다.

### 공세 참여 부대

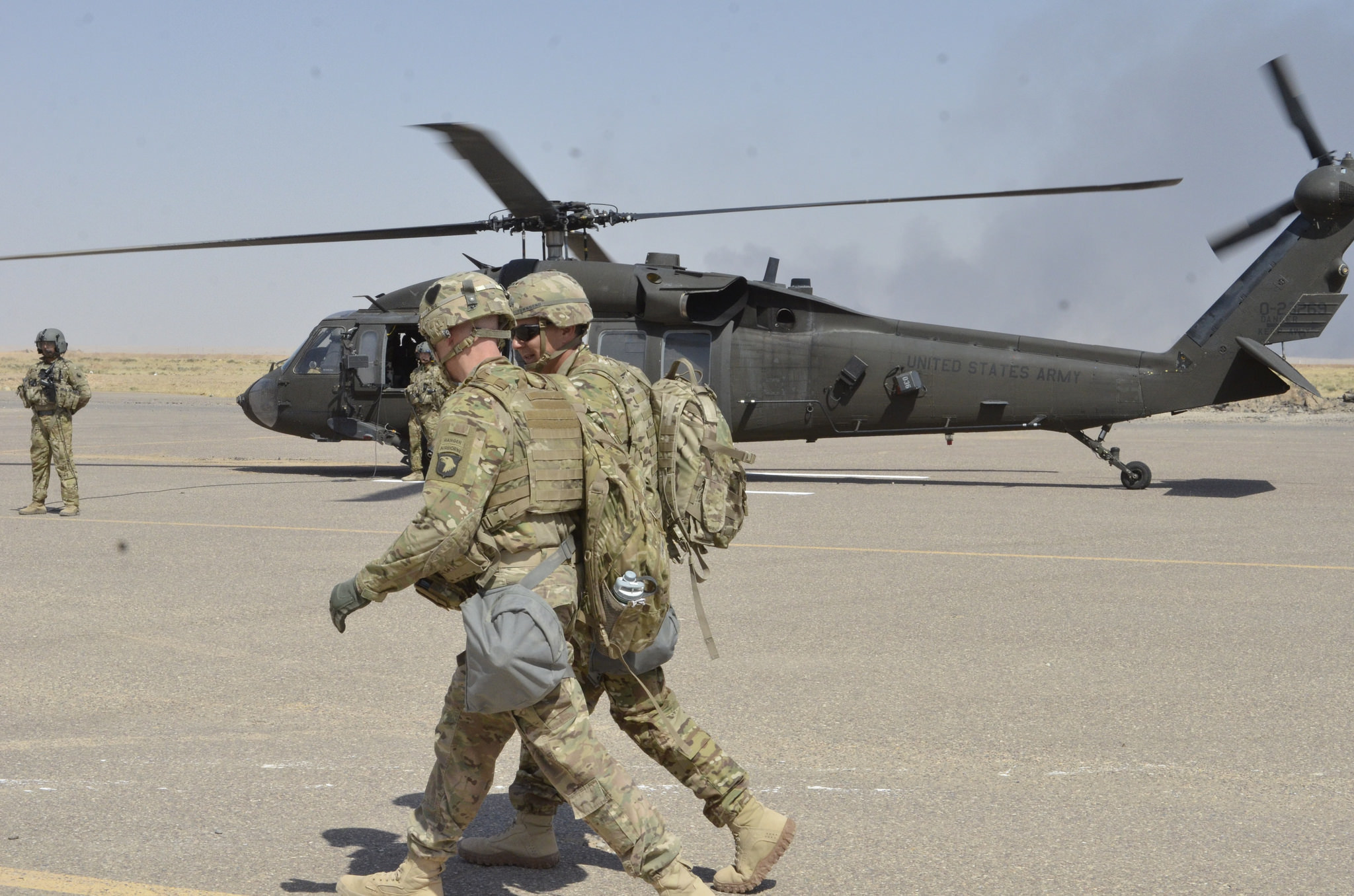
CJTF-OIR의 사령관인 미국 중령 스테픈 J. 타운센드가 2016년 9월 22일 카이야라 비행장에 있다.

미국 국방부의 자료에 따르면 3,000–5,000명 정도의 ISIL 병사들이 모술에 있을 것으로 추정되었다. 다른 추정치들은 최저 2,000명에서 최대 9,000명 정도의 ISIL 병사들이 모술에 있다고 피력했다. 모술 아이에 따르면 약 8,000–9,000명의 병사들이 ISIL에 충성하고 있으며, " 이들 중 절반은 고도의 훈련을 받았고, 나머지는 10대이거나 잘 훈련받지 않은 병사들이라고 서술했다. 약 10%의 병사들이 아랍계와 비아랍계인 외국인들로 구성되어 있고, 나머지는 이라크인들이다. 이들 대부분은 니네와의 마을과 구역으로부터 왔다."
CNN에 따르면 이라크 주도의 동맹군은 약 94,000명이라고 추산되며, 이 수치는 후에 108,500명 정도로 증가했다. 이들 중 54,000명에서 60,000명 정도가 이라크 보안군 병사들이고, 16,000명이 인민동원군 병사들이며 40,000명이 쿠르디스탄 자유당 소속의 이란계 쿠르드 여성인 200명을 포함한 페슈메르가 병사들 소속이다.
인민동원군 소속 부대에는 크리스트교 부대이자 아시리아인들로 구성된 니나와 평원 보호부대가 이라크 동맹군의 주축 중 하나로 담당하고 있다. 시아파 군벌들에는 하쉬드 알샤비를 비롯하여 평화 중대, 카타이브 헤즈볼라, 정의 연맹, 바드르 조직, 사라야 아슈라, 사라야 호라사니, 알이맘 알리 여단, 이라크 투르크멘 전선 등이 참전하였다. 신자르 지역의 야지디 공동체도 신자르 저항부대와 야지드 여성부대를 파견해 전투에 기여했다.

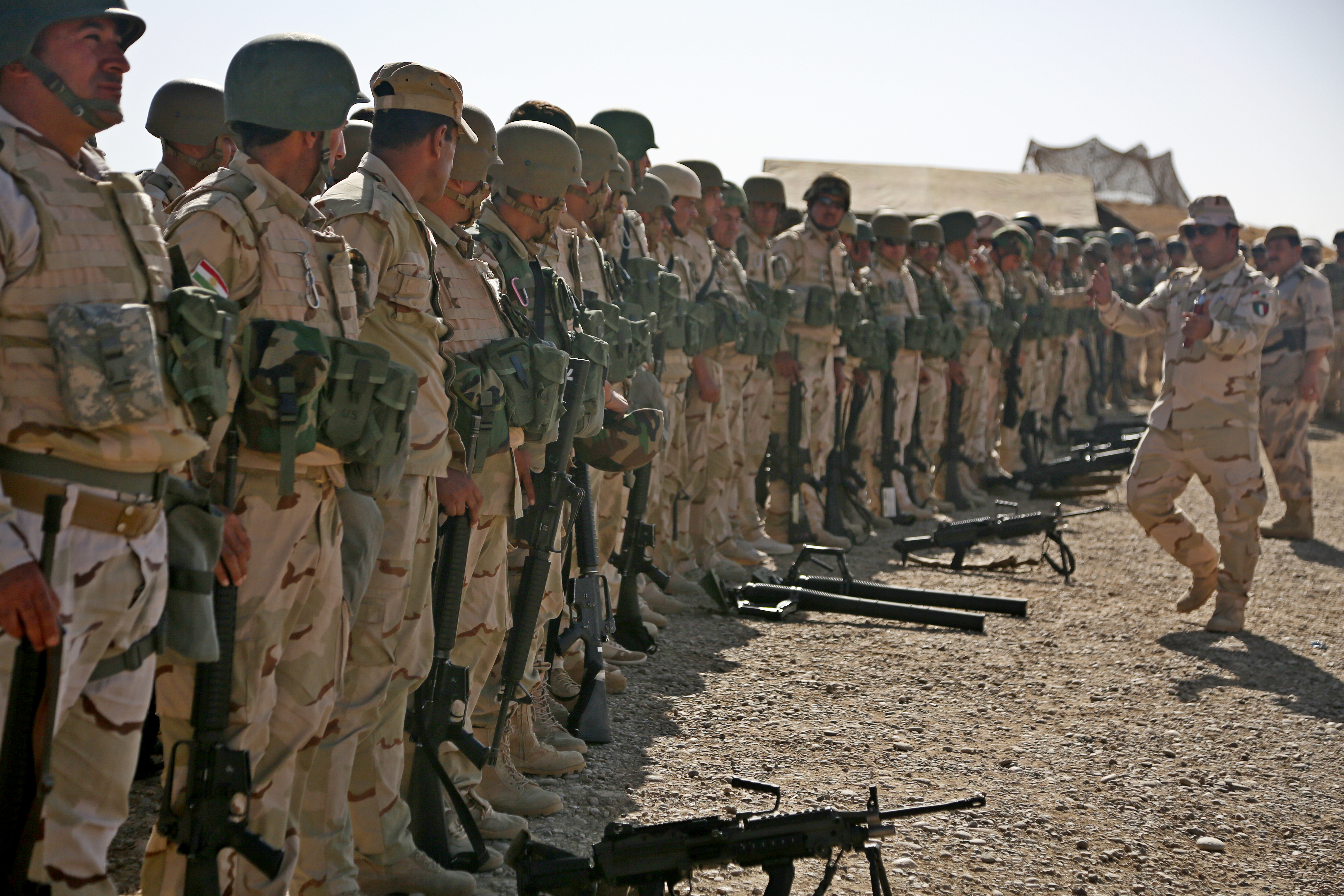
페슈메르가 병사들이 2016년 10월 12일 에르빌 인근에서 이탈리아 고문관들과 합동 공격 연습을 수행할 준비를 하고 있다.

60개국으로 구성되어 있는 미국 주도의 CJTF-OIR은 공중 및 병참 지원, 정보 제공 및 고문관 파견으로 ISIL에 맞서는 이라크의 전쟁을 지원 중이다. 동맹군은 카이야라 서부 비행장에 있는 모술 남쪽 60km 지점에 본부를 두고 있으며, 이 지역은 6월에 ISIL로부터 탈환한 지역이다. 제101공수사단에서 온 560명 정도의 미군 부대가 전투를 위해 이곳에 배치되었고, 항공 작전 팀, 보안 유지 팀, 사령부, 병참 및 수송 전문가들로 부대가 구성되었다. 미국은 HIMARS 로켓 발사기와 M777 곡사포를 배치하고 제101공수사단의 제2여단전투부대와 골프 중대의 제526여단지원대대가 이것을 운용하고 있다. 프랑스 육군은 4대의 CAESAR 자주곡사포와 150명에서 200명의 병사들을 카이야라에 배치했고 9월 말에는 600명의 프랑스군이 추가로 배치되었다. 추가적으로 150명의 프랑스 병사들이 모술 동쪽의 에르빌에 주둔하며 페슈메르가를 훈련시키고 있다. 24대의 다소 라팔을 보유한 샤를 드 골 함이 툴롱에서 출발해 시리아 해안에서 ISIL에 맞서 정찰 및 공습을 수행 중이고 요르단과 아랍에미리트에 있는 프랑스 공군 기지에서 12대의 라팔 전투기가 작전을 수행 중이다. 80명의 오스트레일리아 특수 부대와 210명의 캐나다 특수작전군사령부 병사들이 페슈메르가를 돕기 위해 파병되었다. 추가적으로 캐나다 제21전자전여단이 ISIL의 통신을 방해하기 위해 지역에 배치되었다고 보고되었고 2개의 캐나다군 건강담당부대가 60명의 병사들과 함께 페슈메르가 부상병을 돌보고 있다고 전했다.

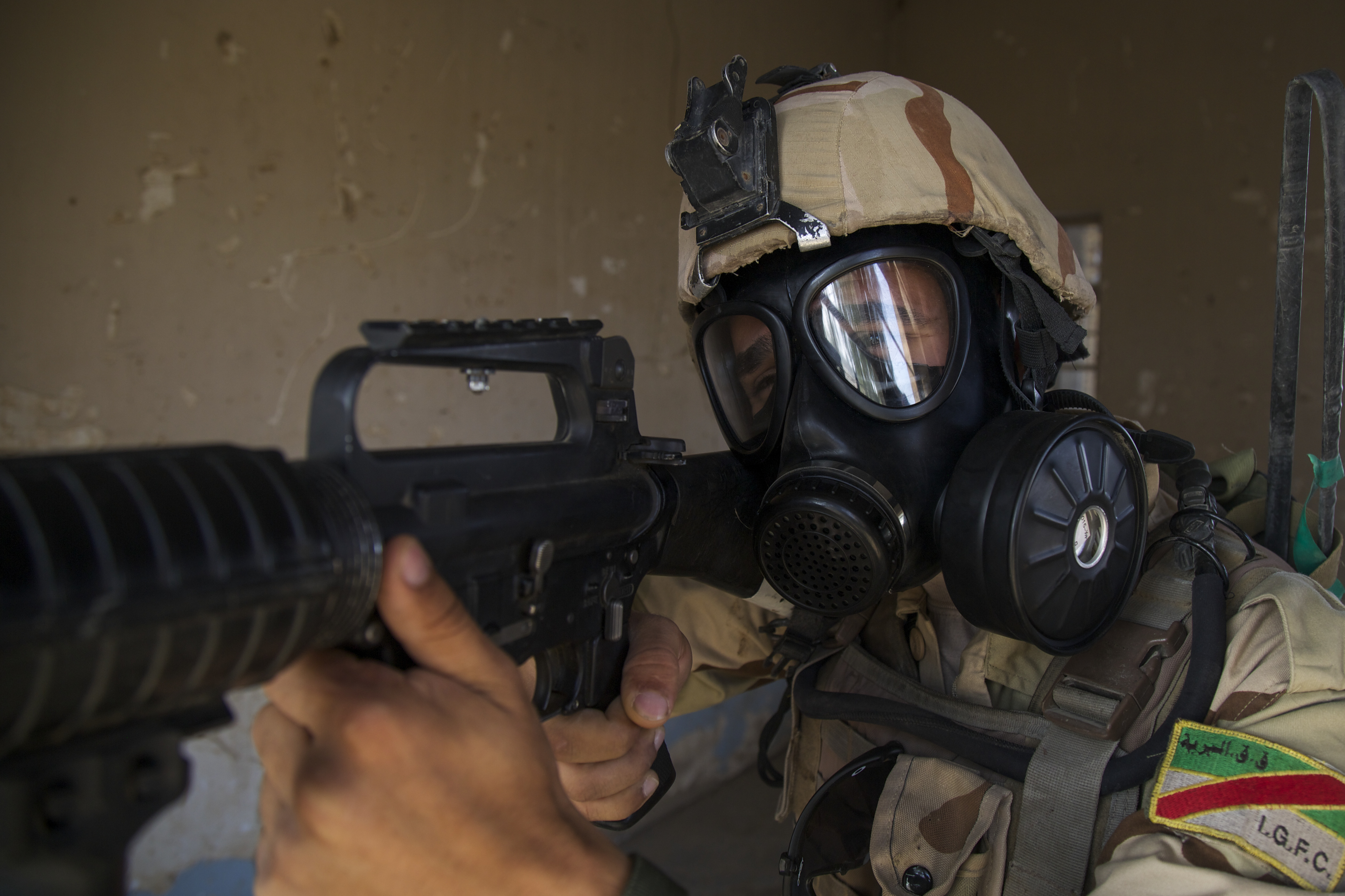
이라크 병사가 화생방 훈련을 탈리 캠프에서 받고 있다. 동맹군은 ISIL이 모술 전투 동안 화학 무기를 사용할 지도 모른다는 우려를 표명했다.

이라크의 전 대통령이었던 사담 후세인의 부통령 이자트 이브라힘 알두리가 이끄는 집단으로 알려진 바트당은 ISIL에 맞서 봉기를 일으켜달라는 선언을 발표했고, 그들 또한 테러 조직에 맞서 싸울 것이라고 선언했다."

## 같이 보기
- 모술 공세 (2016년)